# أصغر علي
أصغر علي (3 سبتمبر 1971 بكاسور في باكستان - ) هو لاعب كريكت باكستاني.

## وصلات خارجية
- أصغر علي على موقع إي آس بي آن كريك إنفو (الإنجليزية)
- أصغر علي على موقع اتحاد ألعاب الكومنولث (مؤرشف) (الإنجليزية)